# Awangard Kamyszyn
Awangard Kamyszyn (ros. Футбольный клуб «Авангард» Камышин, Futbołnyj Klub "Awangard" Kamyszyn) – rosyjski klub piłkarski z siedzibą w Kamyszynie w obwodzie wołgogradzkim.

## Historia
Chronologia nazw:
- 1958—1996: Awangard Kamyszyn (ros. «Авангард» Камышин)

Piłkarska drużyna Awangard została założona w 1958 w mieście Kamyszyn. Zespół występował w turniejach lokalnych.
W 1991 debiutował w Drugiej Niższej Lidze, strefie 5 Mistrzostw ZSRR.
W Mistrzostwach Rosji debiutował w Drugiej Lidze, strefie 2. Zajął 2. miejsce i awansował do Pierwszej Ligi, strefy centralnej. W 1994 po reorganizacji systemu lig został zdegradowany do Trzeciej Ligi, strefy 2. W 1995 przez problemy finansowe występował w rozgrywkach lokalnych, a w 1996 w Amatorskiej Lidze. Po zakończeniu sezonu 1996 został rozformowany. Potem był reaktywowany i obecnie występuje w mistrzostwach miasta.

## Osiągnięcia
- Druga Niższa Liga, strefa 5: 17. miejsce: 1991
- Rosyjska Pierwsza Liga, strefa centralna: 17. miejsce: 1993
- Puchar Rosji: 1/128 finalista: 1994

## Znani piłkarze
- / Giennadij Soszenko